# 貝希特斯加登河

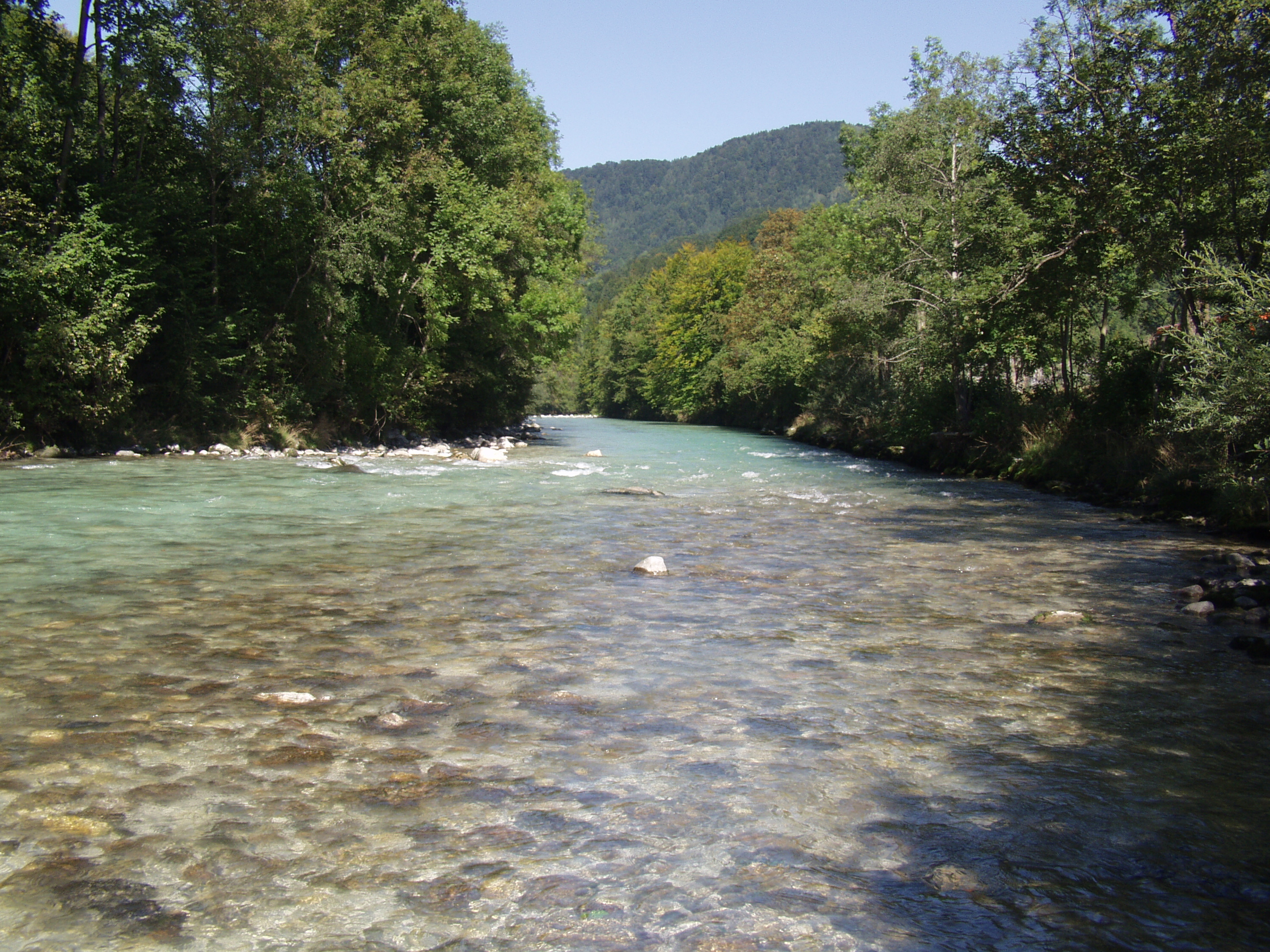

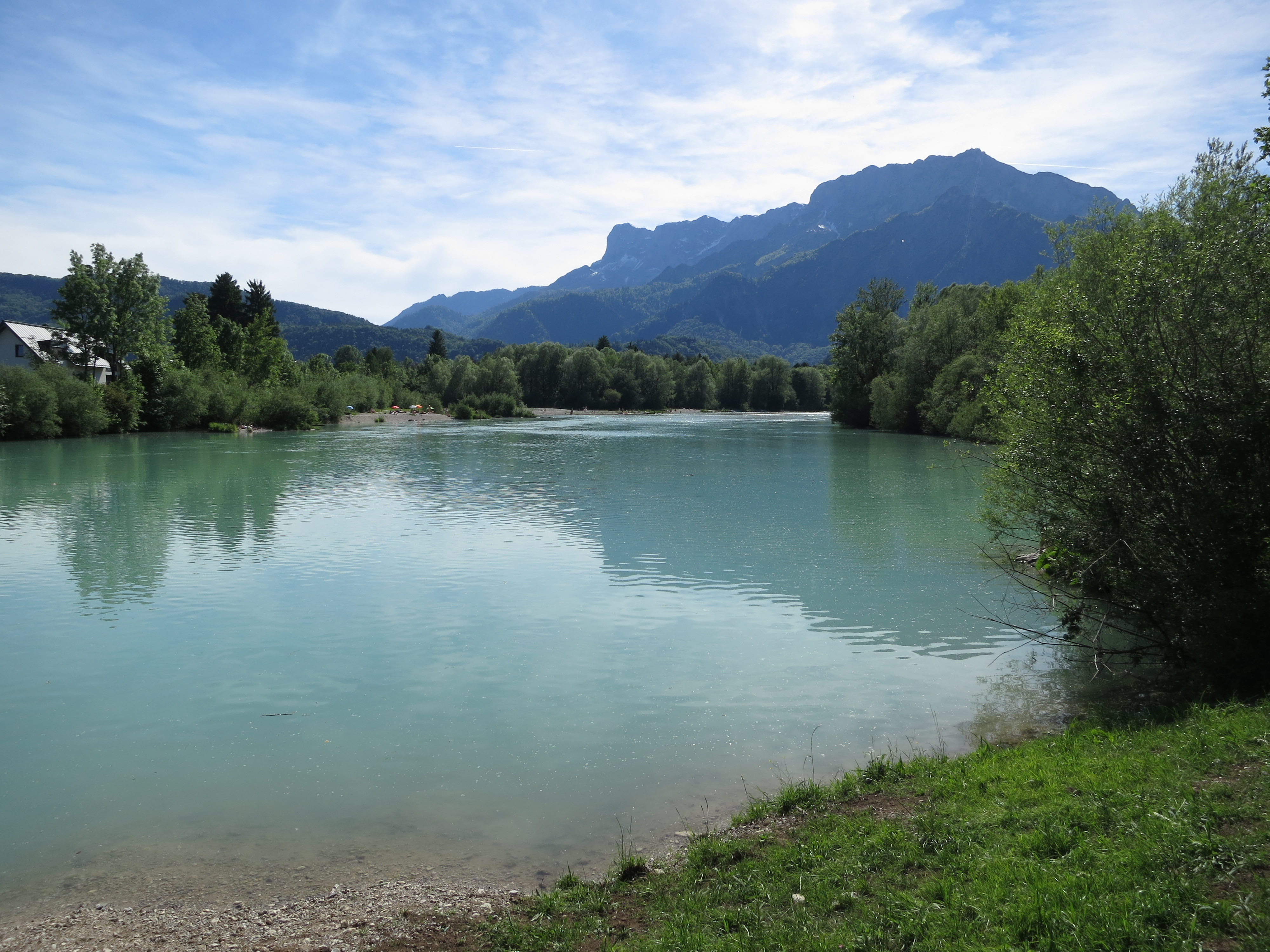

47°43′53.57″N 13°4′55.48″E / 47.7315472°N 13.0820778°E
貝希特斯加登河（德語：Berchtesgadener Ache）是中歐的河流，橫跨德國和奧地利，屬於薩爾察赫河的支流，河道全長17.8公里，流域面積419平方公里，河口處在阿尼夫。